# Konståret 1857

## Händelser

### Okänt datum
- Lewis Carroll möter John Ruskin och börjar umgås med Prerafaeliterna. Samma år publicerar Ruskin sitt Political Economy of Art.

## Verk

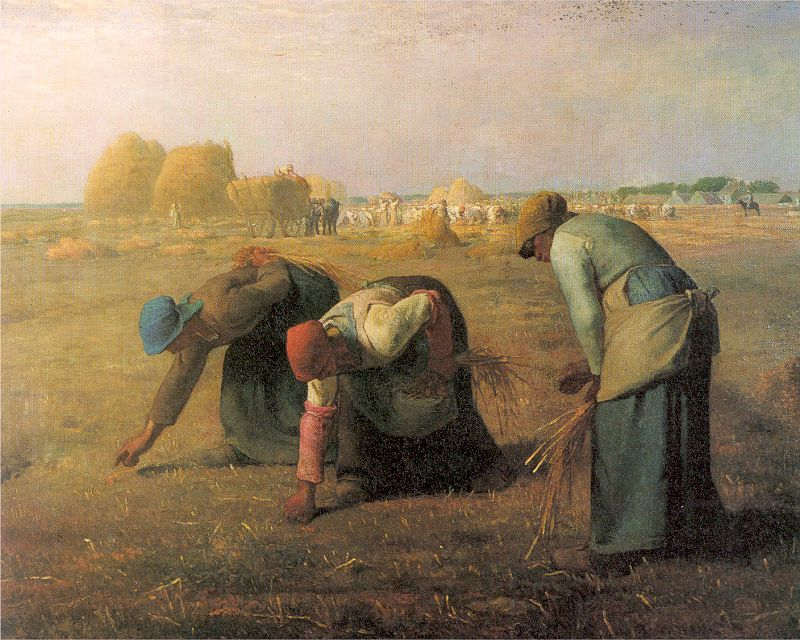
Jean-François Millet tavla Des glaneuses färdigställdes 1857.

- Jean-François Millet - Axplockerskor
- Emily Mary Osborn - Nameless and Friendless

## Födda
- 1 januari - Lars Kellman (död 1924), svensk arkitekt.
- 11 januari - Fanny Låstbom (död 1926), svensk konstnär.
- 6 april - Arthur Wesley Dow (död 1922), amerikansk målare, fotograf och konstlärare.
- 20 april - Louis Moe (död 1945), norsk-dansk konstnär och illustratör.
- 27 april - Theodor Kittelsen (död 1914), norsk konstnär.
- 7 maj - Anna Berglund, (död 1946), svensk bildkonstnär och, konsthantverkare.
- 20 maj - Herman af Sillén (död 1908), svensk sjöofficer och marinmålare.
- 30 juli - Lucy Bacon (död 1932), amerikansk målare.
- 31 juli - Adolphe Willette (död 1926), fransk illustratör.
- 13 oktober - Frans Lindberg (död 1944), svensk konstnär.
- 23 oktober - Juan Luna (död 1899), filippinsk målare.
- 17 november
  - Eva Bonnier (död 1909), svensk konstnär.
  - Mimmi Lundström-Börjeson (död 1953), svensk textilkonstnär.
- 18 november - Stanhope Forbes (död 1947), irländsk målare.
- okänt datum - Eugène Atget (död 1927), fransk fotograf.
- okänt datum - Esther Kenworthy (död 1944), brittisk målare.
- okänt datum - William Wells Quatremain (död 1930), brittisk landskapsmålare.
- okänt datum - Robert Thegerström (död 1919), svensk konstnär och grafiker.

## Avlidna
- 9 januari - Carl Vilhelm Nordgren, (född 1804) svensk konstnär (målare).
- 1 maj - Frederick Scott Archer (född 1813), engelsk skulptör och pionjär inom fotografi.
- 9 maj - Johanna Emerentia von Bilang (född 1777), svensk miniatyrmålare.
- 16 maj - Vasilij Tropinin (född 1776), rysk målare.
- 11 juni - Moritz Retzsch (född 1779), tysk målare och etsare.
- 10 oktober - Thomas Crawford (född 1814), amerikansk skulptör.
- 14 oktober - Johan Christian Dahl (född 1788), norsk konstnär.
- 3 december - Christian Daniel Rauch (född 1777), tysk skulptör.
- 23 december - Achille Devéria (född 1800), fransk målare och litografiker.